# Copa Rubro-Verde
A Copa Rubro-Verde foi um torneio amistoso de futebol realizado anualmente no Brasil, nos estados do Rio de Janeiro e São Paulo, também tendo planos de ter sido disputado em Londrina, no Paraná, em sua terceira edição.
A partir de 2020, pela virtude da pandemia de COVID-19 no Brasil, complicações financeiras e desinteresse dos participantes, a competição não foi mais disputada.

## História
A competição foi idealizada pela direção da Portuguesa Carioca, em parceria com a Portuguesa, de São Paulo, com o objetivo da valorização da marca da Portuguesa pelo Brasil. O torneio havia inicialmente recebido o nome do jogador Dener, morto em um acidente de carro em 1994.

### Primeira edição
A competição começou no dia 4 de janeiro, com o empate entre a Portuguesa Santista e a Portuguesa Carioca por 2 a 2, onde a Portuguesa da Ilha venceu nos pênaltis por 5 a 3, avançando para a final. Algumas horas depois, começou a partida entre a Portuguesa e a Portuguesa Londrinense, com a Lusa do Canindé ganhando pelo placar de 2 a 0, também avançando para a final.
No dia 7 de janeiro, durante a disputa pelo terceiro lugar, a Briosa venceu a sua xará londrinense pelo placar de 3 a 2. Duas horas depois, iniciou-se a final da edição de 2018, onde acabou com um empate por 0 a 0 no tempo normal, levando a partida para os pênaltis, com a vitória da Portuguesa Carioca por 3 a 1 em cima da Portuguesa Paulistana, se consagrando a primeira campeã do torneio.

### Segunda edição
A competição havia sido anunciado com a participação do Vasco da Gama, e também havia sido convidado a Tuna Luso, porém nenhum dos dois participaram desta edição.

#### Grupo A
A competição iniciou-se no dia 3 de janeiro, com goleada da Portuguesa Carioca por 4 a 0 em cima da Portuguesa Londrinense. Dois dias depois, começou a partida entre o novato Marítimo e a Portuguesa Londrinense, com um empate por 2 a 2. Na última partida do grupo, a Portuguesa Carioca foi a vencedora da partida após uma vitória por 3 a 0 em cima do Marítimo, sendo ambos classificados, com este último tendo eliminado a Portuguesa Londrinense pelo saldo de gols.

#### Grupo B
No Grupo B, ambas as equipes já estavam classificadas, porém, houve um jogo para definir o primeiro e segundo colocado do grupo. Após um empate no tempo normal pelo placar de 1 a 1, a Lusa venceu a Briosa nos pênaltis por 4 a 1, com a equipe da capital paulista terminando com a liderança.

#### Semifinais
As semifinais iniciaram-se em 11 de janeiro, com a partida entre a Portuguesa Carioca e Santista, terminando com a vitória da Portuguesa Carioca pelo placar de 3 a 1. Duas horas depois, iniciou-se à outra semifinal, entre a Portuguesa e Marítimo, com a vitória do Maior das Ilhas por 2 a 0.

#### Final
A final foi realizada no dia 13 de janeiro, entre o Marítimo e a Portuguesa Carioca, tendo com a vitória dos brasileiros pelo placar de 3 a 0, se consagrando bicampeão do torneio.